# Telmatoscopus subtilis
Telmatoscopus subtilis är en tvåvingeart som beskrevs av Quate 1960. Telmatoscopus subtilis ingår i släktet Telmatoscopus och familjen fjärilsmyggor.
Artens utbredningsområde är New Mexico. Inga underarter finns listade i Catalogue of Life.